# Euchomenella stanleyana
Euchomenella stanleyana är en bönsyrseart som beskrevs av John Obadiah Westwood 1889. Euchomenella stanleyana ingår i släktet Euchomenella och familjen Mantidae. Inga underarter finns listade i Catalogue of Life.